# Tervo (Finlande)
Tervo est une municipalité du centre-est de la Finlande, dans la province de Finlande orientale et la région de Savonie du Nord.

## Géographie
C'est une petite municipalité rurale dans un cadre idyllique de forêts et de lacs. Le petit centre administratif est lui-même construit en bordure d'un détroit entre deux grands lacs, traversé par la route bleue, itinéraire touristique venue de Norvège.
Les plus grands lacs sont Nilakka, Niinivesi, un enchaînement de trois lacs (Iisvesi-Virmasvesi-Rasvanki) et un enchaînement de quatre lacs, Hirvijärvi- Kallioselkä-Ahveninen-Suovu (fi).
On y trouve pas moins de 553 km de berges, et un grand centre de pêche sportive.
La municipalité a une superficie de 494,23 km2 dont 146,52 km2 d'eau douce.
La capitale régionale Kuopio est à 58 km, et Helsinki à 420 km. Les communes limitrophes sont Pielavesi au nord, Maaninka au nord-est, Karttula à l'est, Suonenjoki au sud-est, Rautalampi au sud, Vesanto à l'ouest et Keitele au nord-ouest.

## Démographie
Depuis 1980, l'évolution démographique de Tervo est la suivante, :
| Année      | 1980  | 1985  | 1990  | 1995  | 2000  | 2005  |
| ---------- | ----- | ----- | ----- | ----- | ----- | ----- |
| population | 2 363 | 2 305 | 2 232 | 2 129 | 1 994 | 1 835 |

| Année      | 2010  | 2015  | 2020  |
| ---------- | ----- | ----- | ----- |
| population | 1 706 | 1 622 | 1 518 |

## Économie
L'économie est totalement dépendante de l'exploitation forestière et de l'agriculture (36 % de la population traveille dans le secteur primaire, l'industrie étant pour ainsi dire inexistante (officiellement 12 % des emplois). La commune est pauvre et le taux de chômage supérieur à 15 %.

## Personnalités
- Marco Hietala (né en 1966), musicien
- Zachary Hietala (né en 1962), musicien
- Inkeri Mertanen (né en 1949), acteur
- Antero Puranen (né en 1952), sportif

## Galerie

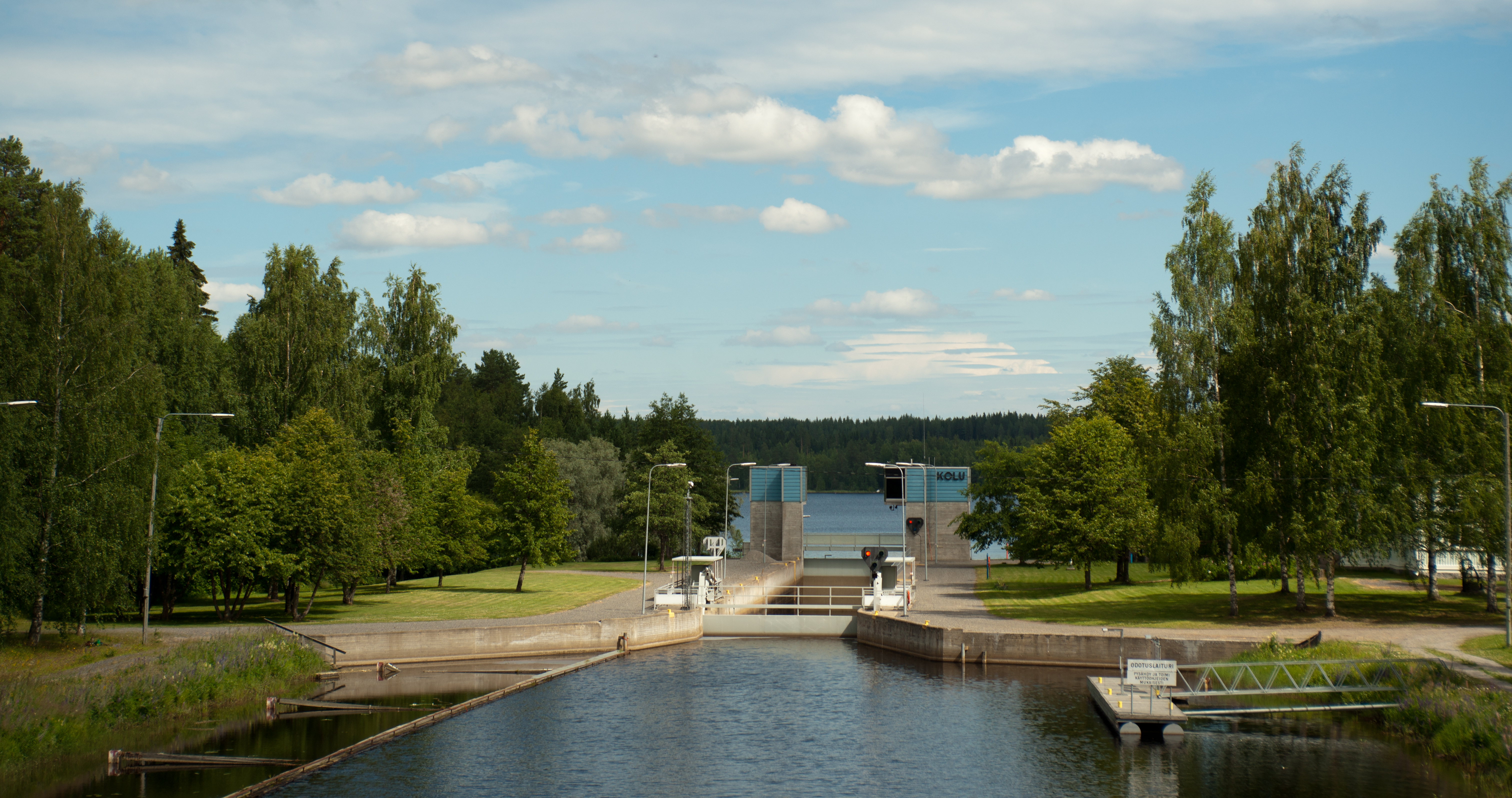
Canal de Kolu.
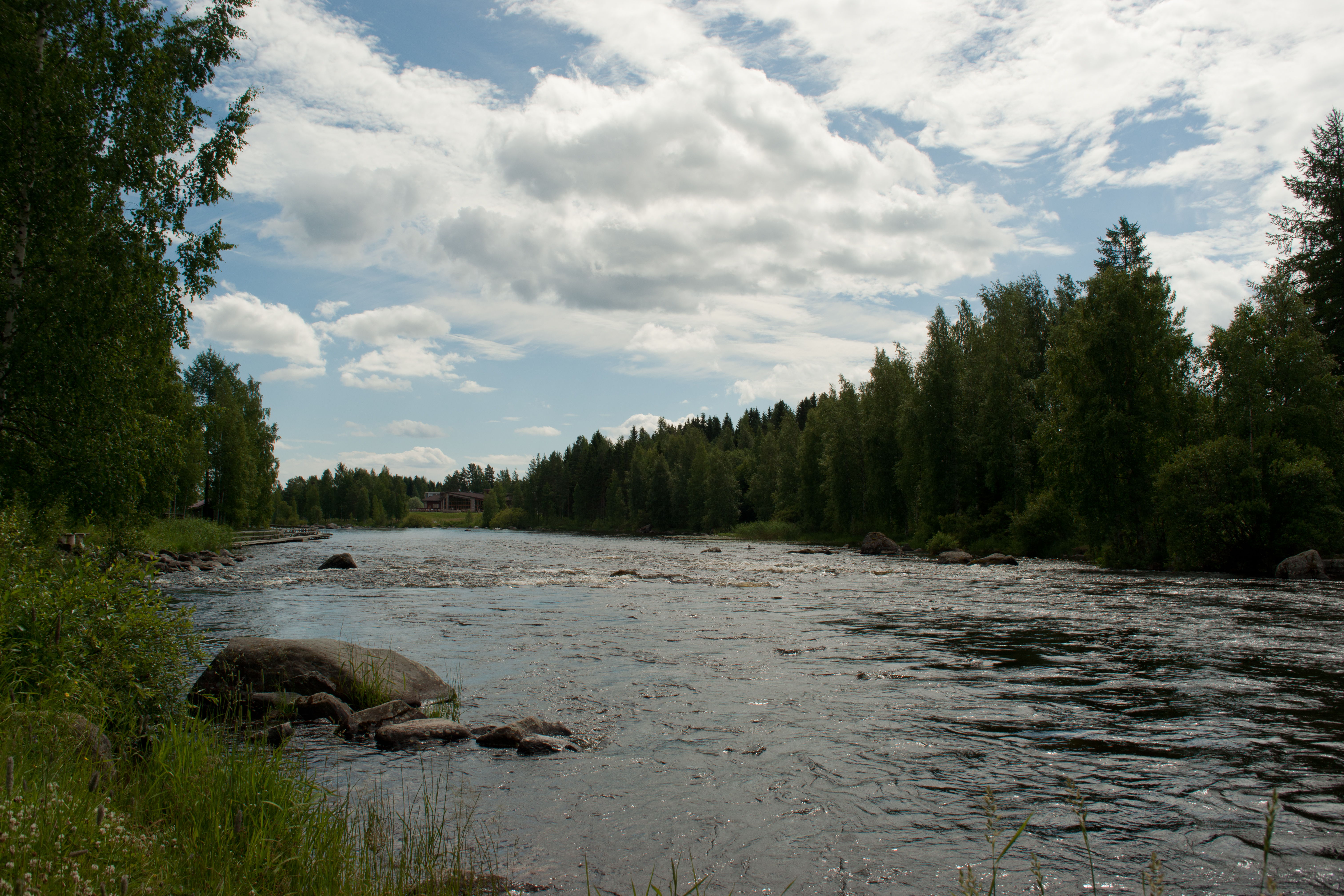
Äyskoski.
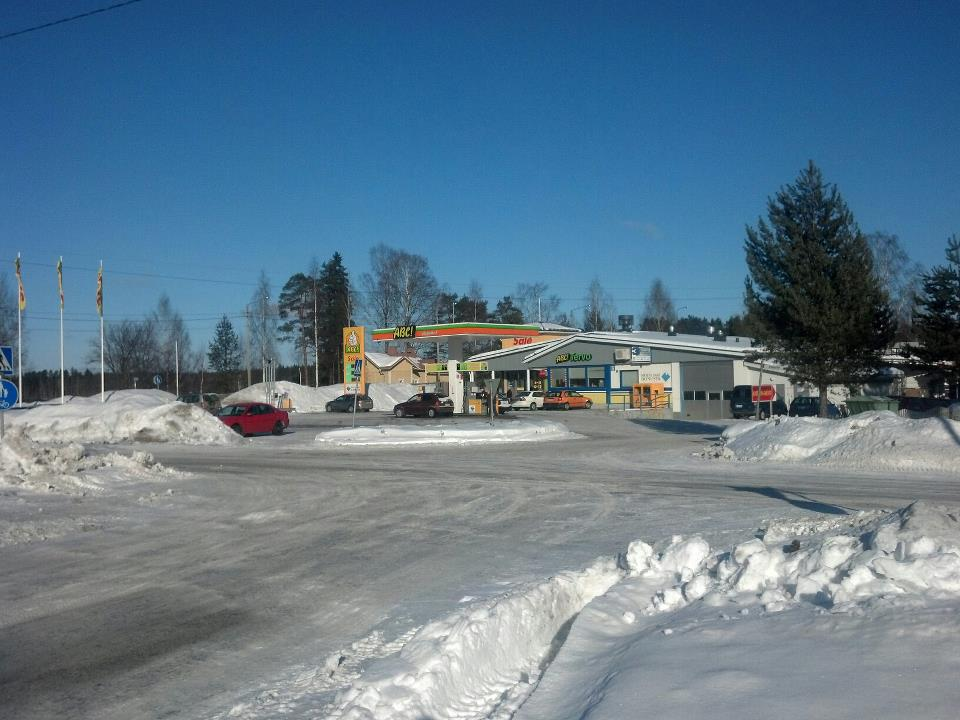
Stations d'essence ABC.
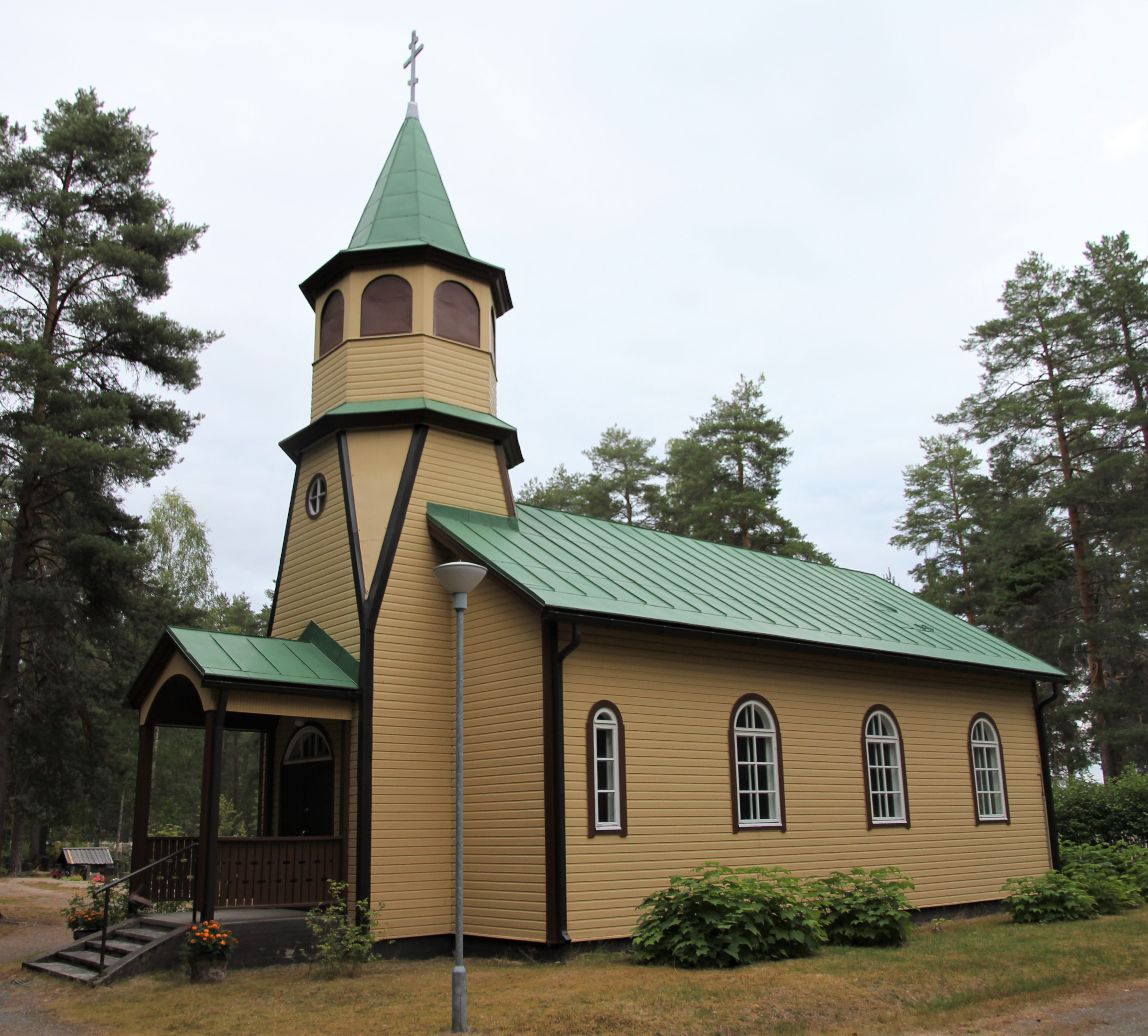
Chapelle orthodoxe de Rautalampi.